# Fűzlevelű körte
A fűzlevelű körte (Pyrus salicifolia) a rózsafélék (Rosaceae) családjába és almaformák (Maloideae) alcsaládjába tartozó faj. Magyarországon nem őshonos, de kedvelt dísznövény. Legelterjedtebb kertészeti változata a 'Pendula', melyet csüngő hajtásrendszer és kis termet jellemez. A változatot magyarul csüngő fűzlevelű díszkörtének is nevezik.

## Elterjedése
A Kaukázusban és Észak-Perzsiában honos. Száraz, köves hegyoldalak lombhullató erdeiben él.

## Megjelenése

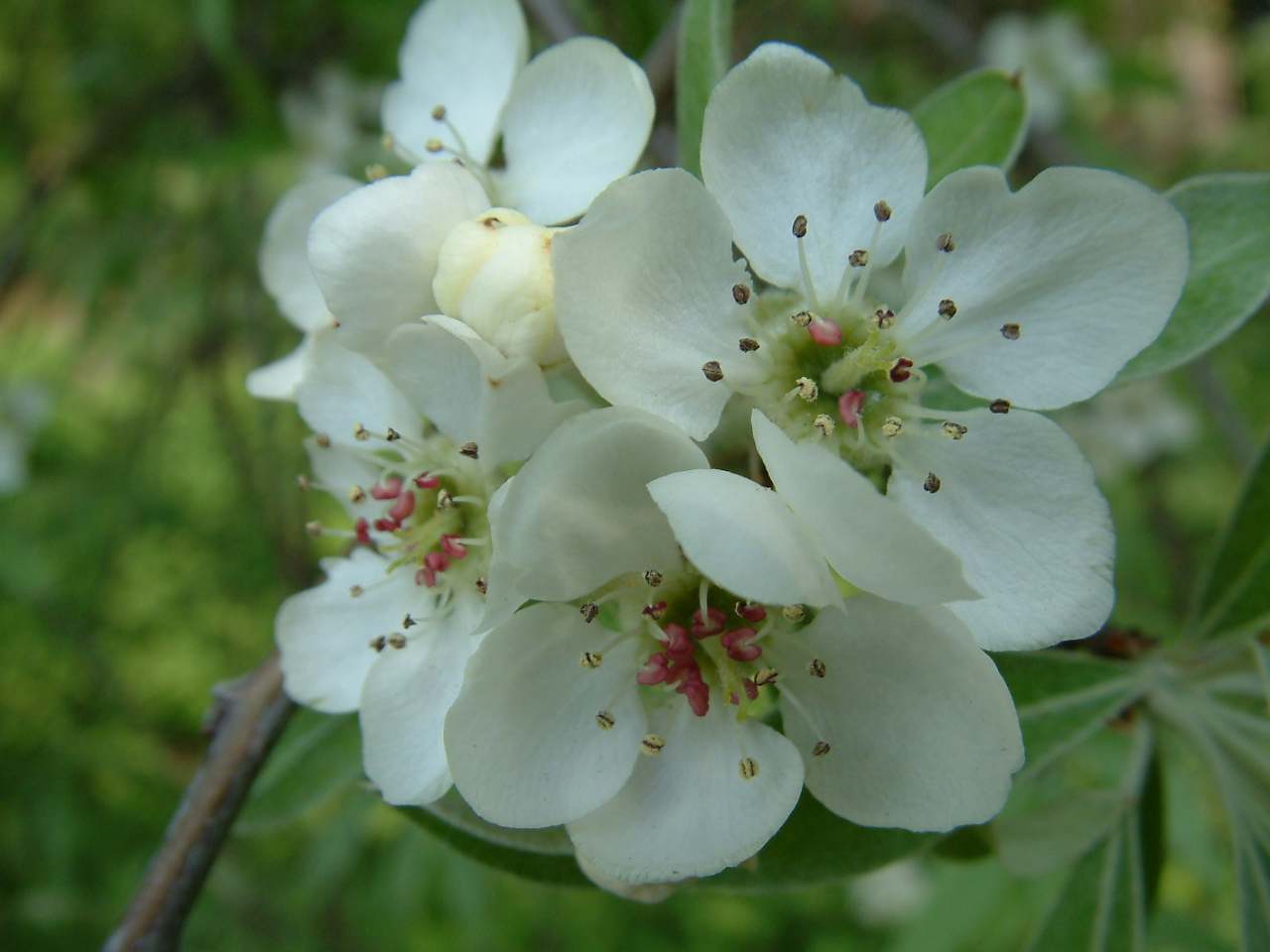
Virágzat

A faj a természetben 5-6 méter magas fa vagy cserje, vékony, ívesen lehajló ágakkal. Hajtásai tövisesek, levelei lándzsásak, épszélűek, majdnem ülők, mindkét oldalon ezüstösen molyhosak, hosszuk 3–6 cm. Kérge világos, repedezett.
A virágok öt szirmúak, fehérek
Termése apró, körte alakú almatermés, rövid kocsányon, a csészelevelek rajta maradnak.
Gyökérzete terjedelmes, gyökérsarjakat fejleszt, ezért kopárfásításra, rézsük megkötésére felhasználható.

## Természeti igényei
Melegkedvelő, szárazságtűrő faj, kedveli a tűző napot. Talajban nem válogatós.
Lassú növekedésű faj.